# Red Jacket
Red Jacket a fost o corabie pentru călătorii lungi faimoasă (denumirea englezească pentru acest tip de corăbii este clipper); aceasta a fost, de asemenea, una dintre cele mai mari și mai rapide corăbii de acest fel construite vreodată. Totodată, a fost prima ambarcațiune construită de firma maritimă White Star Line.
Corabia a fost denumită după Sagoyewatha, o căpetenie a indienilor Seneca, poreclit Red Jacket după coloniști. A fost proiectat de Samuel Hartt Pook, construit de George Thomas în Rockland, Maine și lansat la apă în anul 1853.

## Călătorii
În prima sa călătorie, Red Jacket a stabilit recordul pentru viteza cu care a parcurs Atlanticul, de la New York la Liverpool, în doar 13 zile, o oră și 25 de minute .

## Sfârșitul
Corabia a fost vândută în 1883 firmei maritime Blandy Brothers, din Insulele Madeira, sub un renume de corabie gigantică. A urmat sfârșitul și anume naufragiul din 1885.